# مرصد جوي

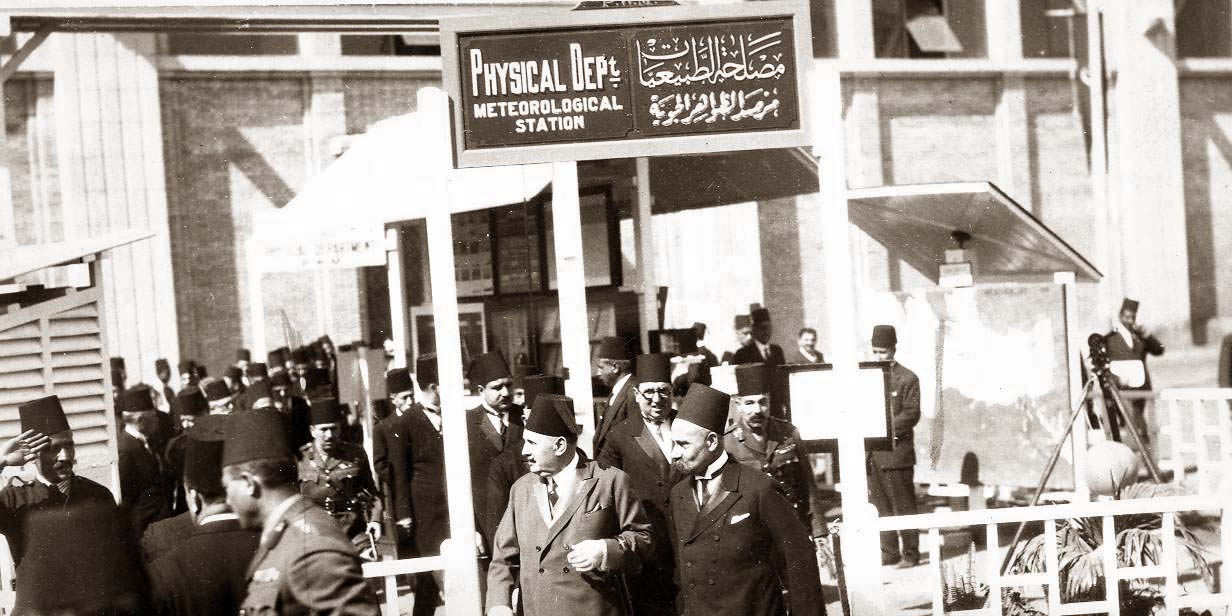
«مرصد الظواهر الجوية» في زيارة فاروق الأول

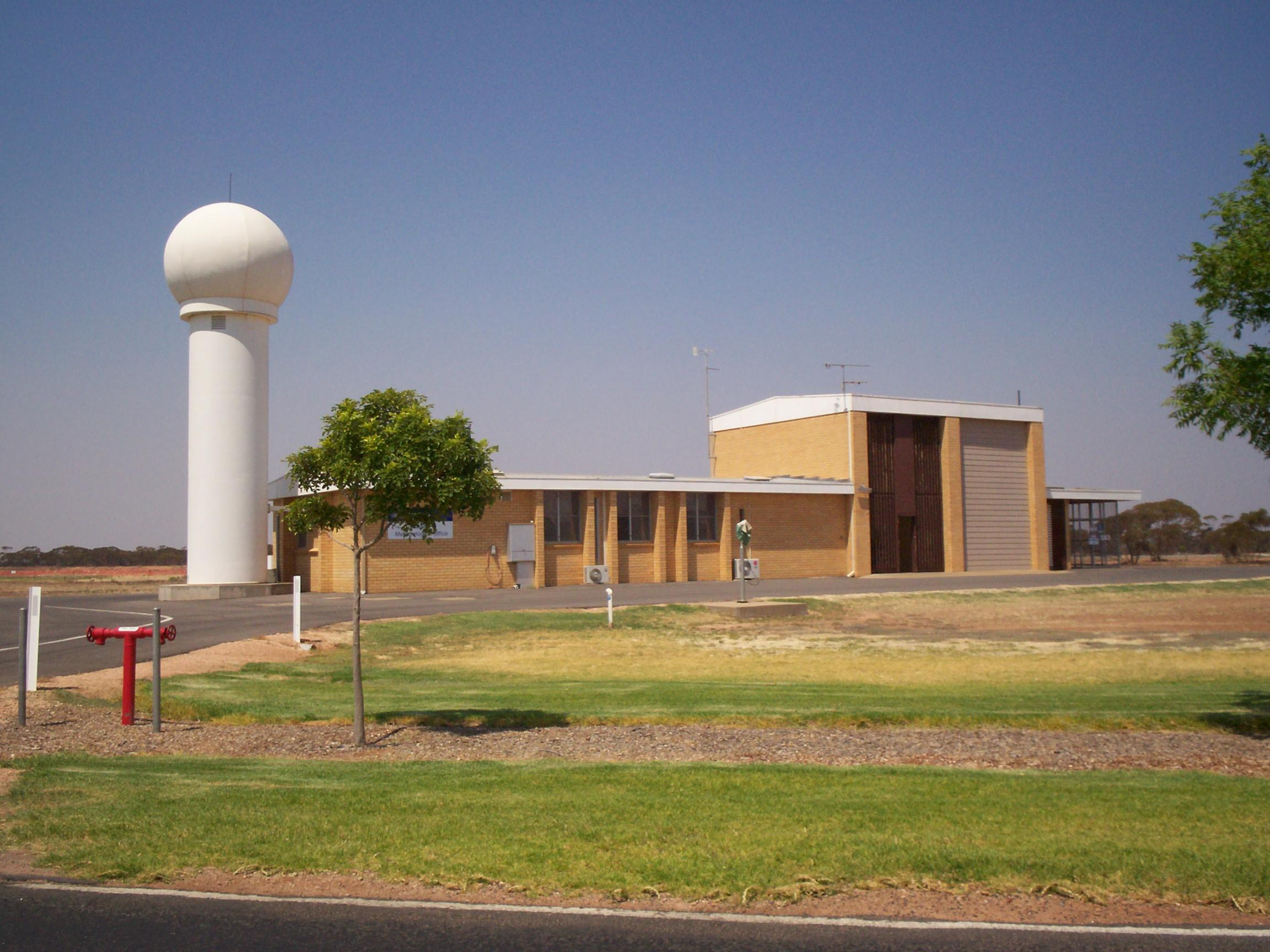
محطة رصد جوي في مطار ميلدورا، ولاية فيكتوريا، أستراليا.

مرصد جوي أو محطة الرصد الجوي أو محطة مناخية هي منشأة تستخدم لأغراض الرصد والتنبؤات الجوية، سواء كانت على الأرض أو البحر، عن طريق استخدام أدوات ومعدات لمراقبة الغلاف الجوي للأرض لتوفير معلومات عن حالة الطقس ودراسة الطقس والمناخ. تكمن وظيفتها في قياس درجة الحرارة، الضغط الجوي، الرطوبة، سرعة الرياح واتجاهها، وكميات الأمطار.
تُقرأ قياسات الرياح في مناطق مفتوحة خالية من أي عوائق، في حين يتم أخذ قياسات درجة الحرارة والرطوبة دون التعرض للإشعاع الشمسي المباشر. كما يتم قراءة الأحوال الجوية في عرض البحر بواسطة السفن والعوامات، التي تقوم بتسجيل قياسات مختلفة قليلاً عن ما يتم تسجيله على الأرض مثل درجة حرارة سطح البحر، وارتفاع الأمواج، ومدة الموجة.

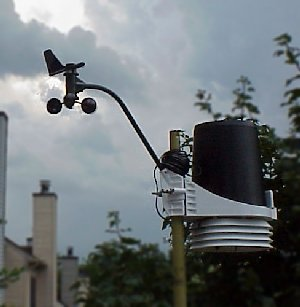
محطة رصد جوي محمولة

## أنواع محطات الرصد
- محطات علوية، تسجل المحطة العلوية اتجاه الرياح وسرعتها، درجة الحرارة، درجة الندى، حيث تقوم برصد الطبقات العليا من الهواء بإحدى الطرق التالية، جهاز الراديوسوند الذي يعطي قراءات وتسجيلات مباشرة لحالة الضغط ودرجة الحرارة والرطوبة على مستويات مختلفة، إضافة إلى اتجاه الرياح وسرعتها. أما الطريقة الثانية بواسطة البالونات التي يمكن بواسطتها حساب سرعة الرياح واتجاهها على ارتفاعات مختلفة. والطريقة الثالثة عبر تقارير تقدمها الطائرات والأقمار الصناعية.
- محطات سطحية، في هذه المحطات يتم رصد وقراءة وتسجيل عناصر الطقس المختلفة في أوقات محددة، سواءً كانت على اليابسة أو كانت محطات عبارة عن مراكب الطقس الثابتة في المحيطات. والمحطات السطحية أنواع منها محطات لأغراض الرصد والتنبؤات الجوية، الزراعة، المناخ، الطيران، إلخ، أما عناصر الطقس التي تسجلها المحطات السطحية في تقاريرها هي: درجة الحرارة، كمية المطر، كمية ونوع وارتفاع قاعدة الغيوم، الحالة الجوية وقت الرصد، الرؤية، إتجاه الرياح وسرعتها، قيمة الضغط الجوي المصحح لمستوى سطح البحر وسلوكه خلال الساعات الثلاث الماضية، الحالة الجوية في آخر 3 أو 6 ساعات، ودرجة الندى.

## تبادل معلومات الأرصاد الجوية

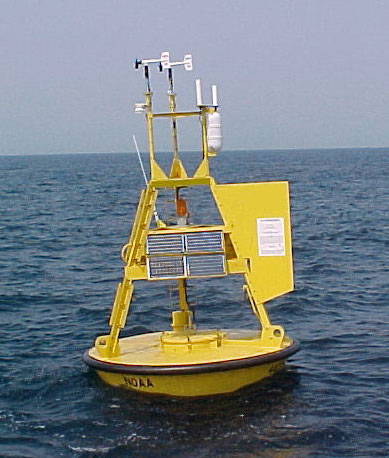
محطة طقس عوامة

تقوم شبكة من محطات الرصد الجوي المنتشرة على مساحة واسعة بمراقبة ورصد الحالات الجوية وعناصر الطقس المختلفة، لترسل هذه المعلومات بشكل دوري ومنتظم عبر وسائل اتصالات وأجهزة مختلفة إلى مراكز بث المعلومات الجوية، التي تُعِد التقارير الجوية في أوقات محددة وترسلها إلى مختلف بلدان العالم.
لكنها لا تستعمل الجمل والكلمات في هذه التقارير وإنما تعتمد الرموز ونظام الشيفرة المتفق عليه دوليا «لتفادي مشكلة اللغات»، وتبثها إلى المراكز الإقليمية المنتشرة في أجزاء من العالم لنشرها بمختلف دول العالم في مواعيدها المقررة، وتتلقاها مراكز التنبؤات الجوية في العالم.
كل تقرير صادر عن كل محطة ما يشمل مجموعات شيفرة، هذه المجموعات تشمل اسم المحطة التي أعدت التقرير وموقعها ووقت النشرة وتاريخها وماذا تمثل هذه المجموعات من عناصر الطقس.
وهناك رموز خاصة للمحطات البحرية «السفن» حيث يلزم معرفة خطوط العرض والطول لتحديد موقعها. وهناك رموزاً خاصة لرصد الهواء العلوي. يتم عبر وسائل الاتصالات الحديثة والسريعة تبادل هذه المعلومات إرسالاً واستقبالاً وعندما يتم استلام معلومات هذه المحطات يتم رسمها على الخرائط، هذه الخريطة تسمى خريطة الطقس.

## مكونات محطة الأرصاد الجوية
1- الكشك الرصد الجوي:
هو صندوق خشبي لونه أبيض لكي لا يمتص الحرارة، له فتحات بشكل مائل لكي يدخل الهواء إليه، ارتفاعه عن الأرض 2 متر، وطوله 2 متر، وعرضه 50 سنتيمتر وارتفاعه 50 سنتيمتر. يوجد في داخله:
1. ميزان حراره جاف
2. ميزان حراره الرطب (في الميزان الحرارة الرطب يكون هناك قطعة قماش رطبة ملفوف حول مستودع الزئبق).
3. ميزان الحرارة العظمى
4. ميزان الحرارة الصغرى
5. جهاز الثيرموغراف (جهاز يقيس الحرارة برسم).
6. جهاز هيقروغراف (جهاز يقيس رطوبة الجو).

2 - أجهزة قياس الضغط:
1. جهاز البارميتر (يعتمد على ارتفاع أو انخفاض عن مستوى سطح البحر)
2. جهاز البارغراف (لقياس الضغط طريق الرسم)

3 - أجهزة الرياح:
1. يتحدد اتجاه الرياح بواسطة دوارة الرياح
2. جهازالانيمومتر (لقياس سرعة الرياح واتجاهها)

4 - أجهزة قياس المطر:
1. جهاز لقياس كمية الأمطار الهيتومتر
2. الديسدرومتر: عبارة عن جهاز يستخدم لقياس حجم قطرات المطر وسرعة الهطول.

4- حوض التبخر:

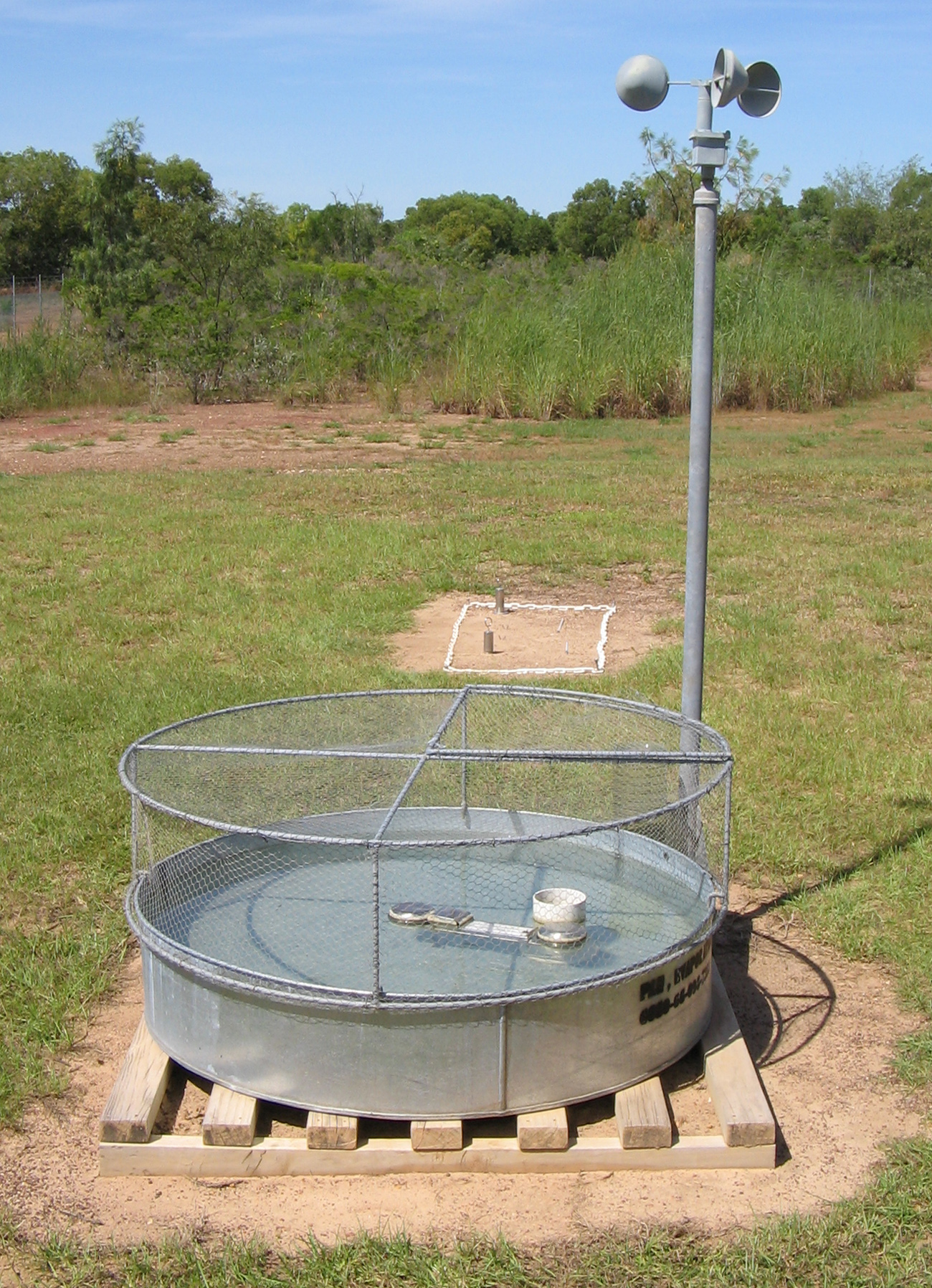
حوض تبخر من النوع أ

أحواض التبخر هي أداة قياس تستخدم عن طريق جمع ودمج البيانات عن تأثيرات العناصر المناخية مثل درجة الحرارة والرطوبة والإشعاع الشمسي والرياح، بحيث يكون التبخر أكثر في الأيام الجافة والحارة والريحية، ويقل التبخر عندما يكون الطقس بارد ورطب وبدون رياح. تتيح بيانات أحواض التبخر الفهم الأكبر للمزارعين لكميات المياه الموسمية التي ستحتاجها محاصيلهم ومواشيهم.
تستخدم أحواض التبخر لحصر المياه أثناء المراقبة لتحديد كمية التبخر في منطقة معينة. تتنوع أشكال أحواض التبخر وقياساتها، لكن أكثر الأشكال شيوعاً هي الأحواض التي تكون على شكل دائري أو مربع. أكثر الأنواع شيوعاً هي الأحواض من النوع أ وأحواض كولارادو المدفونة. كما يعرف في الهند وأوروبا وجنوب أفريقيا حوض سيمون.
يتحكم بمستوى المياه عن طريق حساس لاستشعار مستوى المياه، كما توضع بالقرب منه محطة رصد جوي صغيرة.
الطرق المعيارية، تنتشر أحواض مختلفة في الشكل حول العالم، لذلك تستخدم صيغ للتحويل من نوع إلى آخر والتدابير البيئية اللازمة.[5] كما أجريت العديد من البحوث حول الإجراءات المثلى لتركيب أحواض التبخر من أجل الحصول على تكرار قياسات ذات موثوقية عالية.[6]
أحواض التبخر من النوع «أ»
تعتبر الهيئة الوطنية للرصد الجوي في الولايات المتحدة الأمريكية أحواض التبخر من النوع أ هو وسيلة القياس المعيارية لأحواض التبخر. وهذا الحوض المعياري عبارة عن أسطوانة بقطر 47.5 إنش (120.4 سم) بعمق 10إنش (25 سم)، ويرتكز على قاعدة خشبية. كما يحاط بسور من السلاسل لمنع الحيوانات من الشرب منه. وتقاس نسبة التبخر فيه بشكل يومي بمعرفة كمية المياه المتبخرة في ارتفاع واحد بوصة. يبدأ القياس اليومي بملأ إنشين من أعلى الحوض، وفي نهاية اليوم بعد مضي 24 ساعة تحسب كمية المياه اللازمة للمحافظة على مستوي الإنشين. في حالة هطول الأمطار خلال فترة ال 24 ساعة تؤخذ بعين الاعتبار كميات الأمطار في حساب التبخر.
أما إذا كانت كميات هطول الأمطار أكبر من معدل التبخر فيجب إخراج الزيادة في كمية الأمطار من خلال منحدر مثبت في الحوض. أما من مساوء هذا النوع من أحواض التبخر بأنه لايمكن قياس معدل التبخر في حالة تجمد مياه الحوض.أحواض كولارادو المدفونة
وهي عبارة عن حوض بشكل مربع طول ضلعه 1 متر وعمقه 0.5 متر وكما يوحى من اسمه فإنه يدفن في الرمال حتى 5 سم من حافته. يمكن أجراء مقارنة بين هذا النوع من أحواض التبخر والنوع أ من خلال معامل تصحيح، والذي يساوي 0.8 كمعامل سنوي..[7]
الميل العالمي لانخفاض نسبة التبخر
لاحظ العلماء سنة 199s العلماء شيء اعتبر ذلك الوقت غريب جداً وهو النقص في معدل التبخر.[8] وقد لوحظ هذا الاتجاه في جميع أنحاء العالم إلا في أماكن قليلة حيث زاد.[9] [10] [11] [12]
كان من المتوقع أنه مع ارتفاع درجة حرارة المناخ العالمي (الاحترار العالمي) فإنه يجب أن يترافق مع زيادة التبخر كنتيجة لتسارع الدورة الهيدرولوجية.[13] دعي الارتباط افي لاتجاه العام لتناقص التبخر بظاهرة التعتيم العالمي.[14] [15] إلا أن وجد ويلد وآخرون سنة 2005 أن الاتجاه العالمي للتعتيم قد انعكس منذ سنة 1990[16]
تبخر البحيرات وأحواض التبخر
استخدمت أحواض التبخر لتقدير معدل التبخر من البحيرات.[17]. ويوجد معامل تصحيح بين التبخر في أحواض التبخر وبينه في البحيرات. حيث أن التبخر في الأماكن الطبيعية هو أقل منه في الأحواض فهي غير محاطة بجدار معدني والذي يعتبر ناقل جيد للحرارة.[18]. تفرض معظم المراجع أن معامل التصحيح هو 0.75 الذي يجب أن يضرب بالنتائج المستقاة من أحواض التبخر لنحصل على قيمته في البحيرات.
العلاقة مع دورة الماء
"من المتفق عليه أن التبخر في الأحواض تناقص خلال نصف القرن الماضي في مناطق كثيرة من الأرض، إلا أن أهمية هذا الاتجاه السلبي فيما يتعلق بالتبخر لا يزال مثاراً للجدل إلى حد ما، والآثار على دورة المياه على الصعيد العالمي لا تزال غير واضحة. ينبع الخلاف فيما إذا كان هذا التناقص ناتج بسبب ظاهرة التعتيم العالمي أو بالعلاقة بين احواض التبخر والتبخر الأرضي.[19]
5 - قياس درجة حرارة التربة:
هناك موازين لقياس درجة حرارة التربة على اعماق مختلفة تحت التربة:
1)5 سنتيمتر تحت الأرض.
2)10 سنتيمتر تحت الأرض.
3)20 سنتيمتر تحت الأرض.
4)30 سنتيمتر تحت الأرض.

## محطة إجمالية
المحطة الإجمالية (Synoptic Station) هي محطة رصد جوي مجهزة بكافة أجهزة الرصد التي تقوم بقياس مظاهر الجو كافة من: حرارة، ضغط، رؤية، اتجاه الرياح وسرعتها، درجة التغطية، نوع الغيوم وارتفاعها، ميل الضغط، أشكال التهطال، الظواهر الجوية...إلخ.